# Podhom
Podhom je naselje u slovenskoj Općini Gorju. Podhom se nalazi u pokrajini Gorenjskoj i statističkoj regiji Gorenjskoj. 

## Stanovništvo
Prema popisu stanovništva iz 2002. godine naselje je imalo 320 stanovnika.